# ليام فين
ليام فين (بالإنجليزية: Liam Finn)‏ هو مغني ومغن مؤلف نيوزلندي، ولد في 24 سبتمبر 1983 في ملبورن في أستراليا.

## وصلات خارجية
- الموقع الرسمي
- ليام فين على موقع IMDb (الإنجليزية)
- ليام فين على موقع ميوزك برينز (الإنجليزية)
- ليام فين على موقع أول ميوزيك (الإنجليزية)
- ليام فين على موقع ديسكوغز (الإنجليزية)
- ليام فين على موقع قاعدة بيانات الفيلم (الإنجليزية)